# 吉住渉
吉住 渉（よしずみ わたる、1963年6月18日 - ）は、日本の漫画家。東京都出身。本名は 中井 真里子（）。女性で2人姉妹の妹。血液型はA型。星座はふたご座。筑波大学附属中学校・高等学校卒、一橋大学経済学部卒。
一橋大学時代はテニス部に所属しており、1年後輩に楽天社長の三木谷浩史、2年後輩にインデックス（旧法人）の元代表取締役社長の小川善美がいる。

## 略歴
田渕由美子や太刀掛秀子が大学に通いながら漫画家をしていたことに憧れ、漫画を描き始める。1984年、「One Day…?」で第16回りぼん新人漫画賞佳作を受賞。同年、一橋大学在学中に『りぼんオリジナル』（集英社）初夏の号にて「ラディカル・ロマンス」でデビュー。当時は大学2年生であった。大学時代にデビュー作を含めて、合計2篇の作品を『りぼんオリジナル』に発表した。3作目に描いた「Another Day」が読者からの受けもよく、仕事の依頼が増えたという
。
1987年の春ごろに大学を卒業した後、大手電機メーカーNECに就職。しばらくは営業担当のOLをしながら漫画を執筆していたが、次第に仕事との両立が困難となり、1988年の秋ごろに退社した。その後、専業の漫画家となり、現在に至る。
デビュー後は長らく『りぼん』やその増刊号を主な活動の場にしていたが、2000年代の後半に入って『コーラス』や『マーガレット』などの集英社の女性向け漫画誌にも活動の場を広げている。また2009年には、宙出版のレディースコミック誌『マリエ』に描き下ろしイラストの発表を行っている。
作品名の『ハンサムな彼女』はOVA化、イメージアルバム化し、吉住本人もボーカルを数曲務めている。『ママレード・ボーイ』と『ウルトラマニアック』はテレビアニメ化されている。

### 私生活
社交的な漫画家として知られている。親しい仲にある漫画家は、一条ゆかり・小花美穂・安野モヨコ・武内直子・上田美和・ひうらさとる・槙ようこ・水沢めぐみ・矢沢あい・柊あおいなどを多数に上っている。
旅行が好きで、仕事で休みをもらうとよく日本国外などへ行く。
学生時代からテニス部に所属していたことから、大のテニス好きで、そのことが『ママレード・ボーイ』や『ウルトラマニアック』などの作品にも反映されている。

## 作品リスト

### りぼん系列作品

#### 読切作品
- ラディカル・ロマンス（『りぼんオリジナル』1984年初夏の号） - デビュー作。
- ハート・ビート（『りぼんオリジナル』1985年秋の号）
- Another Day（『りぼんオリジナル』1987年初夏の号）
- 天使と冒険（『りぼんオリジナル』1987年秋の号）
- Reo's Diary（『りぼんオリジナル』1990年春の号） - 絵本風の作品。「ハンサムな彼女」の4ページの短編。
- グリーン・エイジ（『りぼんオリジナル』1991年夏の号）
- ビア・バリディ! -ケニア旅行記-（『りぼんオリジナル』2001年12月号） - 吉住渉自身のアフリカ・ケニアの旅行記。友人のひうらさとると上田美和が同行。
- BABY IT'S YOU（『りぼんオリジナル』2005年12月号）

#### 連載作品
- 四重奏ゲーム（『りぼん』1988年4月号 - 6月号、全3回） - 初連載作品。
- ハンサムな彼女（『りぼん』1988年11月号 - 1992年1月号、全35回） - OVA化
- ママレード・ボーイ（『りぼん』1992年5月号 - 1995年10月号、全39回） - テレビアニメ化され、大ヒットを記録した代表作である。
- 君しかいらない（『りぼん』1996年2月号 - 11月号、全10回） - 短期集中連載。
- ミントな僕ら（『りぼん』1997年6月号 - 2000年2月号、全30回）
- ランダム・ウォーク（『りぼん』2000年7月号 - 2001年9月号、2001年りぼん夏休みお楽しみ増刊号、全15回）
- ウルトラマニアック（『りぼん』2002年2月号 - 2003年12月号、全24回） - テレビアニメ化。
- だって好きなんだもん（『りぼん』2004年11月号 - 2005年8月号、全10回）
- P×P（『りぼんオリジナル』2006年4月号、2007年りぼん超びっくりお正月大増刊号、2007年夏休み大増刊号りぼんスペシャル、全3回）

### コーラス / Cocohana作品
- ハピネス（『コーラス』2006年1月号 - 2月号） - 前後編。『コーラス』に掲載された最初の作品。
- チェリッシュ（『コーラス』2006年6月号 - 8月号、全3回）
- スパイシーピンク（『コーラス』2007年2月号 - 2008年3月号、全12回）
- カプチーノ（『コーラス』2008年11月号 - 2009年6月号、全7回）
- ママレード・ボーイ little（『Cocohana』2013年5月号 - 2018年11月号）
- キャラメル シナモン ポップコーン（『Cocohana』2019年12月号 - 連載中）

### マーガレット作品
- ちとせetc.（エトセトラ）（『マーガレット』2009年19号 - 2012年15号）

### その他
- 科捜研の女（番組公式Twitter、2021年10月7日[4]） - テレビドラマのコミカライズ[4]。

## 単行本

### りぼんマスコットコミックス
- りぼん新人まんが傑作集3『虹を渡る7人』 1985年3月発行 ISBN 4-08-853327-5
  - 「ラディカル・ロマンス」収録

一条ゆかりの講評つき。同じ本誌には、柊あおい、さくらももこ、矢沢あいらのデビュー作も収録されている。
- 四重奏ゲーム（全1巻） 1988年10月発行 ISBN 4-08-853462-X
  - 「ハート・ビート」、「Another Day」併録
- ハンサムな彼女（全9巻）
  - 「天使と冒険」、「ラディカル・ロマン」、「グリーン・エイジ」併録
- ママレード・ボーイ（全8巻）
- 君しかいらない（全2巻）
- ミントな僕ら（全6巻）
- ランダム・ウォーク（全3巻）
- ウルトラマニアック（全5巻）
- だって好きなんだもん（全2巻）
- P×P（全1巻）
  - 「BABY IT'S YOU」併録

### 集英社文庫（コミック版）
- ハンサムな彼女（全5巻）
- ママレード・ボーイ（全5巻）
- ミントな僕ら（全4巻）
- 君しかいらない（全1巻）
- ランダム・ウォーク（全2巻）
- ウルトラマニアック（全3巻）

### 集英社ガールズコミックス
- ママレード・ボーイ完全版（全6巻）

### クイーンズコミックス
- チェリッシュ（全1巻）
  - 「ハピネス」併録
- スパイシーピンク（全2巻）
- カプチーノ（全1巻）

### マーガレットコミックス
- ちとせetc.（全7巻）
- ママレード・ボーイ little（全7巻）
- キャラメル シナモン ポップコーン（既刊2巻）